# Miss Venezuela 1969
El Miss Venezuela 1969 fue la decimosexta (16º) edición del certamen Miss Venezuela, celebrada en el Teatro París (luego llamado Teatro La Campiña) en Caracas, Venezuela, el 1 de julio de 1969. La ganadora del certamen fue María José Yellici, Miss Aragua. El certamen fue transmitido en vivo por RCTV.

## Escándalo sobre nacionalidad y Renuncia por matrimonio
Luego del concurso estalló un escándalo en torno a María José Yellici cuando la prensa publicó que era española (nacida en Madrid el 15 de mayo de 1945, bajo el signo de Tauro) pero el mismo finalizó cuando ella aclaró que había llegado a Venezuela antes de cumplir los 7 años de edad y, además de haber vivido toda su vida en ese país sudamericano, desde hacía unos años ya había adquirido la nacionalidad venezolana por lo que, según la -entonces vigente- Constitución de 1961, ella tenía pleno derecho a representar a Venezuela en el exterior.
En octubre de 1969, tres meses después de ganar el Miss Venezuela y luego de participar en el Miss Universo de ese año, María José Yellici renunció a la corona para casarse con su entonces novio Guillermo Zuloaga -quien, años más tarde, sería uno de los fundadores del canal televisivo Globovisión- y por ende Marzia Piazza, Miss Departamento Vargas y Primera Finalista en el concurso, fue coronada como Miss Venezuela el día 15 de ese mes. Sin embargo el anunciado enlace no llegó a realizarse y, unos años más tarde, Yellici se casó con el abogado y político Jesús Bernardoni.

## Resultados
| Resultado Final     | Candidata                                                 |
| ------------------- | --------------------------------------------------------- |
| Miss Venezuela 1969 | - Aragua - María José Yellici (Renunció)                  |
| Primera Finalista   | - Departamento Vargas - Marzia Piazza (Asumió en octubre) |
| Segunda Finalista   | - Miranda - Cristina Keusch                               |
| Tercera Finalista   | - Trujillo - Maritza Celis (†)                            |
| Cuarta Finalista    | - Bolívar - Maritza Bruzsasco                             |

### Premios especiales
| Premio          | Concursante                           |
| --------------- | ------------------------------------- |
| Miss Fotogénica | - Bolívar - Maritza Bruzsasco         |
| Miss Simpatía   | - Zulia - Magaly Machado              |
| Miss Sonrisa    | - Distrito Federal - Gloria Rodríguez |

## Delegadas
| - Miss Anzoátegui - Beatriz Olivo Chaén - Miss Apure - Zulaima Molina Tamayo - Miss Aragua - María José de las Mercedes Yellici Sánchis - Miss Bolívar - Maritza Antonieta Bruzsasco Fuentes - Miss Carabobo - Nancy Luque Ojeda - Miss Departamento Vargas - Marzia Rita Gisela Piazza Suprani - Miss Distrito Federal - Gloria María Rodríguez Galarraga - Miss Falcón - Mariela Vaz Capriles | - Miss Guárico - Judith Itriago Toro - Miss Lara - Sonia De Lima Camacho - Miss Mérida - Maria Elena González - Miss Miranda - Cristina Mercedes Keusch Pérez - Miss Monagas - Guillermina del Rosario Adrián García - Miss Nueva Esparta - Anna Maria Pinoni Pretel - Miss Portuguesa - Norah Frías Troconis - Miss Trujillo - Maritza Celis Ydler (†) - Miss Zulia - Magaly Machado Méndez |